# Zeche Felicitas
Die Zeche Felicitas ist ein ehemaliges Steinkohlenbergwerk in Hörde-Hacheney. Das Stollenmundloch des Bergwerks befand sich am Steinklippenweg, südlich der Eisenbahnbrücke über die Emscher. Das Bergwerk hatte im Laufe der Betriebszeit vermutlich 13 Tagesschächte in Betrieb, über deren Erstellungsdaten in den Unterlagen aber nichts vermerkt ist.

## Geschichte

### Die Anfänge
Am 9. Februar 1758 wurde der Stollen angesetzt, dabei sollte der Staat sich an den Kosten beteiligen. Im Jahr 1771 wurde der Vortrieb wegen Berechtsamsstreitigkeiten gestundet. Im Jahr 1774 wurde der Stollen weiter aufgefahren. Im Jahr 1783 wurde das Bergwerk in Fristen erhalten und in den darauffolgenden Jahren war das Bergwerk wieder in Betrieb. Im Jahr 1784 erreichte der Stollen eine Länge von 67 Lachtern. Bis zum Jahr 1786 war das Bergwerk in Betrieb. Im Jahr 1787 war der Stollen mittlerweile verbrochen und außer Betrieb, dieses war der Bergbehörde aber nicht mitgeteilt worden. Im Jahr 1796 war der Schacht Christina (Schacht 5) in Betrieb, es wurden 35.831 Ringel Steinkohle gefördert. Am 15. Februar desselben Jahres wurde das Erbstollenrecht verliehen und am 25. Mai erfolgte die Verleihung eines Längenfeldes. Im Jahr 1797 wurde ein Grubenbild des Bergwerks angefertigt.

### Die weiteren Jahre
Im Jahr 1800 war der Wegeschacht und im Jahr 1805 der Schacht Diederich in Betrieb. Im Jahr 1810 waren die Schächte Emilie, Gotthilf, Heinrich, Christoph und Caspar in Betrieb, 1815 die Schächte Lazarus und Gotthilf sowie der Schacht 9. Im Jahr 1820 waren die Schächte 10 und 11 und 1825 war der Schacht Charlotte in Betrieb. Im Jahr 1830 war die Schächte Veronica und Charlotte in Betrieb, das Fördervermögen lag bei 40.000 Scheffel pro Jahr. Im Jahr 1835 war anfänglich der Schacht Emilie in Betrieb, im September wurde das Bergwerk stillgelegt. Im Jahr 1837 wurde das Bergwerk kurzzeitig in Betrieb genommen und es wurden 1290 ½ preußische Tonnen Steinkohle gefördert. Dies sind die letzten bekannten Förderzahlen des Bergwerks. Ab dem Jahr 1838 wurde das Bergwerk mehrere Jahre in Fristen erhalten. Im Jahr 1842 war die Berechtsame immer noch nicht durch die Bergbehörde bestätigt worden. Im Jahr 1845 war das Bergwerk wieder in Betrieb und im Jahr 1850 erfolgte eine Felderbereinigung mit der Zeche Glückaufsegen. 
Im Jahr 1858 wurden die Geviertfelder Felicitas Litt. A, Litt. B und No. 3 verliehen. Das Feld No. 3 wurde für die Gewinnung von Kohleneisenstein verliehen, vermutlich erfolgte jedoch kein Abbau mehr. Im Jahr 1899 wurde ein sogenannter Lösungsvertrag zum Abbau durch die Zeche Crone geschlossen. Im Jahr 1902 erfolgte Konsolidation zur Zeche Vereinigte Felicitas, dieser Vorgang war vermutlich am 1. April 1903 abgeschlossen.

## Nachnutzung
Auf dem Gelände der Zeche Felicitas entstand später das Stahlwerk Phoenix-West.